# 2011–2012-es magyar női labdarúgókupa
A magyar női labdarúgókupában 2011–2012-ben hét csapat küzdött a kupa elnyeréséért. A címvédő a Viktória FC csapata az elődöntőben kapcsolódott be a versenybe. A döntőben az Astra HFC 2–1-es győzelmével a Viktória ellen, először hódította el a kupát.

## Negyeddöntők
| 2011. november 2. |

| NTE 1866 MÁV   | 1–2               | Nagypáli NLSE       |
| -------------- | ----------------- | ------------------- |
| Balassa A. 39' | (1–0) Jegyzőkönyv | Koltai 58' Végh 80' |

| Nagykanizsa Játékvezető: Vörös László |

| 2011. november 2. |

| MTK Hungária FC | 3–0         | Győri Dózsa SE |
| --------------- | ----------- | -------------- |
|                 | Jegyzőkönyv |                |

| Budapest |

| 2011. november 2. |

| Astra HFC                               | 4–2               | Ferencvárosi TC |
| --------------------------------------- | ----------------- | --------------- |
| Fogl 7' 63' Dombai-Nagy 22' Halászi 86' | (2–0) Jegyzőkönyv | Zeller 72' 88'  |

| Csepel HC ’94 SE Sporttelep, Budapest Játékvezető: Kovács Gábor |

## Elődöntők
| 2012. március 14. |

| MTK Hungária FC              | 3–7               | Astra HFC                                                   |
| ---------------------------- | ----------------- | ----------------------------------------------------------- |
| Godvár 32' Méry 72' Nagy 87' | (1–3) Jegyzőkönyv | Fogl 7' 45' 51' Szabó 39' 65' Sebestyén 73' Dombai-Nagy 85' |

| Salgótarjáni úti sportpálya, Budapest Játékvezető: Kömpf Gyula |

| 2012. március 21. |

| Astra HFC | 0–1               | MTK Hungária FC |
| --------- | ----------------- | --------------- |
|           | (0–0) Jegyzőkönyv | Godvár 60'      |

| Csepel HC ’94 SE Sporttelep, Budapest Játékvezető: Kovács Gábor |

| 2012. március 14. |

| Nagypáli NLSE | 0–11              | Viktória FC                                                                 |
| ------------- | ----------------- | --------------------------------------------------------------------------- |
|               | (0–5) Jegyzőkönyv | Sipos 16' Rácz 23' 27' Tálosi 39' Megyeri 42' 51' 70' 79 ' 88' Nagy 49' 58' |

| Vasboldogasszony SE Sporttelep, Vasboldogasszony Játékvezető: Varga Péter |

| 2012. március 21. |

| Viktória FC                                                        | 6–0               | Nagypáli NLSE |
| ------------------------------------------------------------------ | ----------------- | ------------- |
| Megyeri 44' Széplaki 45' (öngól) Horváth L. 51' Tálosi 54' 65' 77' | (2–0) Jegyzőkönyv |               |

| Király Sportlétesítmény, Szombathely Játékvezető: Boda György |

## Döntő
| 2012. május 16. 16:00 (UTC+2) |

| Viktória FC | 1–2               | Astra HFC                 |
| ----------- | ----------------- | ------------------------- |
| Rácz 85'    | (0–0) Jegyzőkönyv | Szabó 76' Dombai-Nagy 90' |

| Balatonfüredi FC Sporttelep, Balatonfüred Játékvezető: Gaál Gyöngyi |

| Viktória FC: |    |                     |     |
|              |    |                     |     |
| K            | 13 | Szvorda Melinda     |     |
| HV           | 23 | Tischler Fruzsina   | 79' |
| HV           | 11 | Tóth Enikő          |     |
| HV           | 18 | Tálosi Szabina      |     |
| HV           | 5  | Krenács Lilla       |     |
| KP           | 16 | Tóth Alexandra      |     |
| KP           | 17 | Jakab Réka          |     |
| KP           | 15 | Rácz Zsófia         | 85' |
| CS           | 7  | Sipos Lilla         |     |
| CS           | 22 | Nagy Dóra           | 69' |
| CS           | 4  | Megyeri Boglárka    | 67' |
| Cserék:      |    |                     |     |
| K            | 55 | Horváth Bettina     |     |
| CS           | 14 | Nagy Hedvig         | 69' |
| CS           | 8  | Horváth Lilla       | 79' |
| HV           | 3  | Szórádi Nikolett    |     |
| HV           | 6  | Soós Adrienn        |     |
| HV           | 9  | Gyöngyösi Alexandra |     |
| CS           | 29 | Tóth Klaudia        |     |
| Vezetőedző:  |    |                     |     |
| Iszak Gábor  |    |                     |     |

| Astra HFC:  |    |                   |     |
|             |    |                   |     |
| K           | 1  | Kovács Klaudia    |     |
| HV          | 7  | Megyes Ágnes      |     |
| HV          | 15 | Kakuszi Adrienn   |     |
| HV          | 18 | Vidács Krisztina  | 77' |
| HV          | 3  | Pincze Gabriella  |     |
| KP          | 17 | Benkő Mónika      |     |
| KP          | 2  | Sebestyén Györgyi | 38' |
| KP          | 19 | Jakab Kata        |     |
| CS          | 10 | Szabó Boglárka    | 76' |
| CS          | 11 | Fogl Katalin      | 70' |
| CS          | 12 | Dombai-Nagy Anett | 90' |
| Cserék:     |    |                   |     |
| K           | 27 | Oláh Erika        |     |
| HV          | 13 | Molnár Judit      | 38' |
| KP          | 8  | Halászi Kinga     | 70' |
| CS          | 9  | Pintér Violetta   |     |
| Vezetőedző: |    |                   |     |
| Dombó János |    |                   |     |

## Lásd még
- 2011–2012-es magyar női labdarúgó-bajnokság (első osztály)